# إعلان الرياض (2015)
إعلان الرياض هو بمثابة خارطة طريق لإنقاذ اليمن تحت شعار «إنقاذ اليمن وبناء الدولة الاتحادية» والذي عقد في الرياض بتاريخ 17 مايو 2015 في مؤتمر الرياض

## الأهداف
هدف هذا الإعلان إلى تحقيق الآتي:
1. المحافظة على أمن واستقرار اليمن في إطار التمسك بالشرعية.
2. رفض الانقلاب وإنهاء ما ترتب عليه.
3. استعادة الأسلحة والمعدات المنهوبة وتسليمها إلى الدولة.
4. بسط سلطة الدولة على كل الأراضي اليمنية.
5. إيقاف عدوان قوى التمرد حقنًا للدماء والوصول باليمن إلى بر الأمان.
6. استئناف العملية السياسية وبناء الدولة الاتحادية وفقًا للمبادرة الخليجية وآليتها التنفيذية ومخرجات الحوار الوطني الشامل.
7. تجنيب اليمن أن تكون مقرًا لجماعات العنف والتنظيمات الإرهابية ومرتعًا لها وضمان ألا يكون اليمن مصدرًا لتهديد أمن الدول المجاورة واستقرارها واتخاذ كل الإجراءات الكفيلة لتحقيق ذلك.

## المبادئ
يقوم هذا الإعلان على المبادئ الآتية:
1. الالتزام بالشرعية الدستورية.
2. الالتزام بإقامة الدولة المدنية الاتحادية والحفاظ على أمن واستقرار اليمن.
3. الالتزام بمبادئ الشراكة والتوافق وفقًا لما جاء في ضمانات مخرجات الحوار الوطني واتفاق معالجة القضية الجنوبية خلال المرحلة الانتقالية.
4. الالتزام بإعلان الرياض والقرار الدولي (2216) واعتبارهما السقف الذي لا يمكن تجاوزه في أي مفاوضات قادمة يمكن أن تتم برعاية الأمم المتحدة.
5. الالتزام بمبادئ المساءلة والمحاسبة وعدم الإفلات من العقاب في جرائم الحرب والجرائم ضد الإنسانية والانتهاكات الجسيمة لحقوق الإنسان

## المرجعيات
يستند هذا الإعلان إلى المرجعيات الآتية:
1. المبادرة الخليجية وآلية تنفيذها
2. مخرجات الحوار الوطني الشامل.
3. قرار مجلس الأمن بشأن اليمن رقم (2216) والقرارات ذات الصلة.
4. قرار مجلس الجامعة العربية بشأن اليمن الصادر عن مؤتمر القمة المنعقد في مدينة شرم الشيخ في جمهورية مصر العربية عام 2015م.
5. بيانات مجلس التعاون لدول الخليج العربية ذات الصلة.
6. رسالتا رئيس الجمهورية لقادة مجلس التعاون لدول الخليج العربية المؤرخة في 7 / 3 / 2015 م و24 / 3 / 2015م ورسالتاه لجامعة الدول العربية ومجلس الأمن الدولي المؤرختان في 24 / 3 / 2015م.

## مقررات إعلان الرياض

### البند الأول
أولاً: إنقاذ اليمن واستعادة مؤسسات الدولة: إن الغاية الأساسية من هذا الإعلان تتمثل بإنقاذ اليمن ومؤسسات الدولة وبسط سلطتها في كل أرجاء البلاد من خلال ما يلي
1. إنهاء عدوان قوى التمرد وإسقاط الانقلاب ومحاسبة الضالعين فيه واستعادة الأسلحة وإخراج الميليشيات من العاصمة صنعاء ومدينة عدن ومحافظات صعدة وكل المدن والمحافظات وضمان عدم عودة منظومة الفساد والتخلف والاستبداد مجددا.
2. دعم وتنظيم المقاومة الرسمية والشعبية تحت القيادة الشرعية في كل المناطق التي توجد فيها ميليشيات الانقلاب والتمرد.
3. حشد الدعم والتأييد الإقليمي والدولي لأعمال الإغاثة والعمل الإنساني وتوسيع نطاقها ورفع مستواها وتوفير الخدمات الأساسية والغذاء والدواء ومستلزمات الإغاثة اللازمة لهم وبما يضمن وصول هذه الإغاثة لمستحقيها وإقامة مناطق خاصة للنازحين داخل اليمن وإيجاد حلول عاجلة لمشكلة العالقين في الخارج.
4. عودة مؤسسات الدولة الشرعية لممارسة مهامها من داخل الأراضي اليمنية.
5. الحفاظ على النسيج الاجتماعي والحيلولة دون تفكيك المجتمع اليمني وانزلاقه إلى صراعات وانقسامات اجتماعية على أسس مذهبية ومناطقية وجهوية.
6. مساءلة القيادات العسكرية والأمنية والسياسية الضالعة في الانقلاب على الشرعية المسؤولين عن إشعال الحرب والفتنة الداخلية وارتكاب جرائم حرب وجرائم ضد الإنسانية في مختلف المدن اليمنية وبالذات مدينتي عدن وتعز وإحالتهم لمحاكمة عادلة ومنصفة.
7. وضع إستراتيجية وطنية بمشاركة كل الأطراف السياسية والمجتمعية لمحاربة العنف والإرهاب ومناهضة التعصب (الطائفي والمناطقي والمذهبي والسلالي) والعمل على نشر القيم الوطنية والقومية والإسلامية وثقافة التسامح والقبول بالآخر.
8. الإسراع بإعادة المهجرين وتصحيح أوضاعهم وتعويض المتضررين من جرائم الميليشيات في عموم مناطق اليمن وبالأخص محافظة صعدة وحرف سفيان تعويضًا عادلاً والتعجيل بعودة الأمور في محافظة صعدة إلى ما كانت عليه قبل الحرب 2004م.
9. الاهتمام بالفضية التهامية ودعم قوى الحراك التهامي ضد ميليشيات التمرد.

### البند الثاني
ثانيًا: بناء الدولة المدنية الاتحادية الحديثة: استكمال تنفيذ ما تبقى من مهام العملية الانتقالية وبناء الدولة المدنية الاتحادية من خلال الآتي:
1. الإسراع في دعوة الهيئة الوطنية للرقابة على مخرجات مؤتمر الحوار الوطني لمناقشة مسودة الدستور وطرحها للنقاش العام والاستفتاء.
2. استكمال تنفيذ النقاط العشرين والإحدى عشرة وكل المقررات المتعلقة بالقضية الجنوبية وفقًا لمقررات مؤتمر الحوار الوطني الشامل ووفق جدول زمني محدد.
3. الشروع في بناء المؤسسة العسكرية والأمنية على أسس وطنية ومهنية على أن يتم التمثيل في هذه المؤسسات في المرحلة التأسيسية بواقع خمسين في المائة للجنوب وخمسين في المائة للشمال على مستوى المراتب القيادية العليا وفقًا لمخرجات الحوار الوطني وإعلان الرياض.
4. إصدار قانون العدالة الانتقالية والقوانين ذات الصلة بمتطلبات ما تبقى من المرحلة الانتقالية وإطلاق مصالحة وطنية شاملة وفقًا لمخرجات الحوار الوطني.
5. إصدار التشريعات المتعلقة بالانتقال للدولة الاتحادية وبناء المؤسسات وفقًا لمخرجات الحوار الوطني الشامل.
6. الشروع في إعداد وتوفير الشروط اللازمة لإجراء انتخابات رئاسية وبرلمانية حرة ونزيهة على طريق بناء الدولة الاتحادية المدنية الحديثة وفقًا للدستور الجديد.
7. التأكيد على ضرورة جدولة معالجة كل القضايا اليمنية وخصوصا معالجات القضية الجنوبية بصفتها القضية المحورية والجوهرية في الحالة اليمنية وحق الشعب في تقرير مكانته السياسية وفق ما ينص عليه العهد الدولي للحقوق المدنية والسياسية وبما يتوافق مع الحلول والضمانات للقضية الجنوبية ومخرجات الحوار الوطني الشامل.

### البند الثالث
ثالثًا: إعادة الإعمار والتأهيل: تعمل الدولة على توفير كل الوسائل والإمكانات اللازمة لإعادة الإعمار وفقًا للآتي:
1. إعادة الإعمار بحشد الموارد اللازمة وبدعم من الأشقاء في مجلس التعاون لدول الخليج العربية والمجتمع الدولي، ومباشرة تنفيذ مشاريع الإعمار في كل المناطق خصوصًا تلك التي تعرضت لأعمال التخريب والدمار وهدم البنى التحتية وفي المقدمة منها عدن.
2. العمل على إنجاز إستراتيجية وطنية لمعالجة الأوضاع الاقتصادية، لوقف حالة التردي الاقتصادي ومكافحة الفساد واستعادة الأموال المنهوبة.
3. بناء اقتصاد مستدام وإيجاد بيئة استثمارية في اليمن، تحقق أهداف التنمية الاقتصادية والاجتماعية وتطلعات الشعب اليمني، وتوفر آليات الشفافية والمساءلة وتسهم في عملية اندماج الاقتصاد اليمني مع اقتصادات دول مجلس التعاون.
4. العمل مع الأشقاء في مجلس التعاون لدول الخليج العربية على تحسين أوضاع المغتربين اليمنيين في الخليج وفتح المجال أمامهم للحصول على فرص عمل في دول مجلس التعاون لدول الخليج العربية وفق إستراتيجية تخدم تأهيل اليمن اقتصاديًا واجتماعيًا.

### البند الرابع
رابعًا: الآليات والإجراءات:
1. الشروع في بناء قوات أمنية وطنية من جميع المحافظات والأقاليم لحفظ الأمن والاستقرار وفقًا لمخرجات الحوار الوطني.
2. استخدام كل الأدوات العسكرية والسياسية لإنهاء التمرد واستعادة مؤسسات الدولة والأسلحة المنهوبة.
3. مطالبة مجلس الأمن بتنفيذ القرار (2216) وكل القرارات ذات الصلة وفقًا للآليات المتبعة بهذا الخصوص.
4. سرعة إيجاد منطقة آمنة داخل الأراضي اليمنية تكون مقرًا لاستئناف نشاط مؤسسات الدولة الشرعية من داخل اليمن.
5. مخاطبة المؤسسات المالية الدولية بوقف التعامل المالي والدبلوماسي مع ميليشيات الانقلاب في العاصمة صنعاء ومراقبة التحويلات المالية لليمن وتجميد أموال قادة الميليشيات وشركائهم، وفقًا لقرار مجلس الأمن 2216 لسنة 2015م، والقرارات ذات الصلة.
6. سرعة إجراء تعديل في تشكيل الهيئة الوطنية للرقابة على تنفيذ مخرجات الحوار الوطني الشامل وفقًا لما تم الاتفاق عليه في ضمانات مؤتمر الحوار الوطني وإشراك الحراك الجنوبي السلمي المؤيد للشرعية غير الممثل في مؤتمر الحوار الوطني الشامل. وتباشر الهيئة الوطنية للرقابة مهامها على الفور في مناقشة وإقرار مسودة الدستور التي يتم التوافق عليها.
7. تتولى الهيئة الوطنية متابعة تنفيذ مقررات إعلان الرياض